# Stichasteridae
Famille
Les Stichasteridae sont une famille d'étoiles de mer (Asteroidea), de l'ordre des Forcipulatida.

## Caractéristiques
Les étoiles de cette famille sont des Forcipulatida équipées de pédicellaires (droits et croisés), portant généralement 5 bras (parfois plus) assez courts et effilés, formés en relative continuité avec le disque central. Sur la face supérieure (aborale), le squelette prend la forme de rangées longitudinales de plaques chevauchantes, ne laissant que peu d'espace aux papules. Les plaques adamabulacraires sont similaires. Sur la face orale, les podia forment quatre rangées parallèles.

## Liste des genres
Selon World Register of Marine Species (24 avril 2014) :
- genre Allostichaster Verrill, 1914 -- 8 espèces
- genre Cosmasterias Sladen, 1889 -- 3 ou 4 espèces
- genre Granaster Perrier, 1894 -- 1 espèce
- genre Neomorphaster Sladen, 1889 -- 2 espèces
- genre Pseudechinaster H.E.S. Clark, 1962 -- 1 espèce
- genre Smilasterias Sladen, 1889 -- 7 espèces
- genre Stichaster Müller & Troschel, 1840 -- 2 espèces
- genre Stichasterella (Farran, 1913) -- 1 espèce
- genre Stichastrella Verrill, 1914 -- 2 espèces

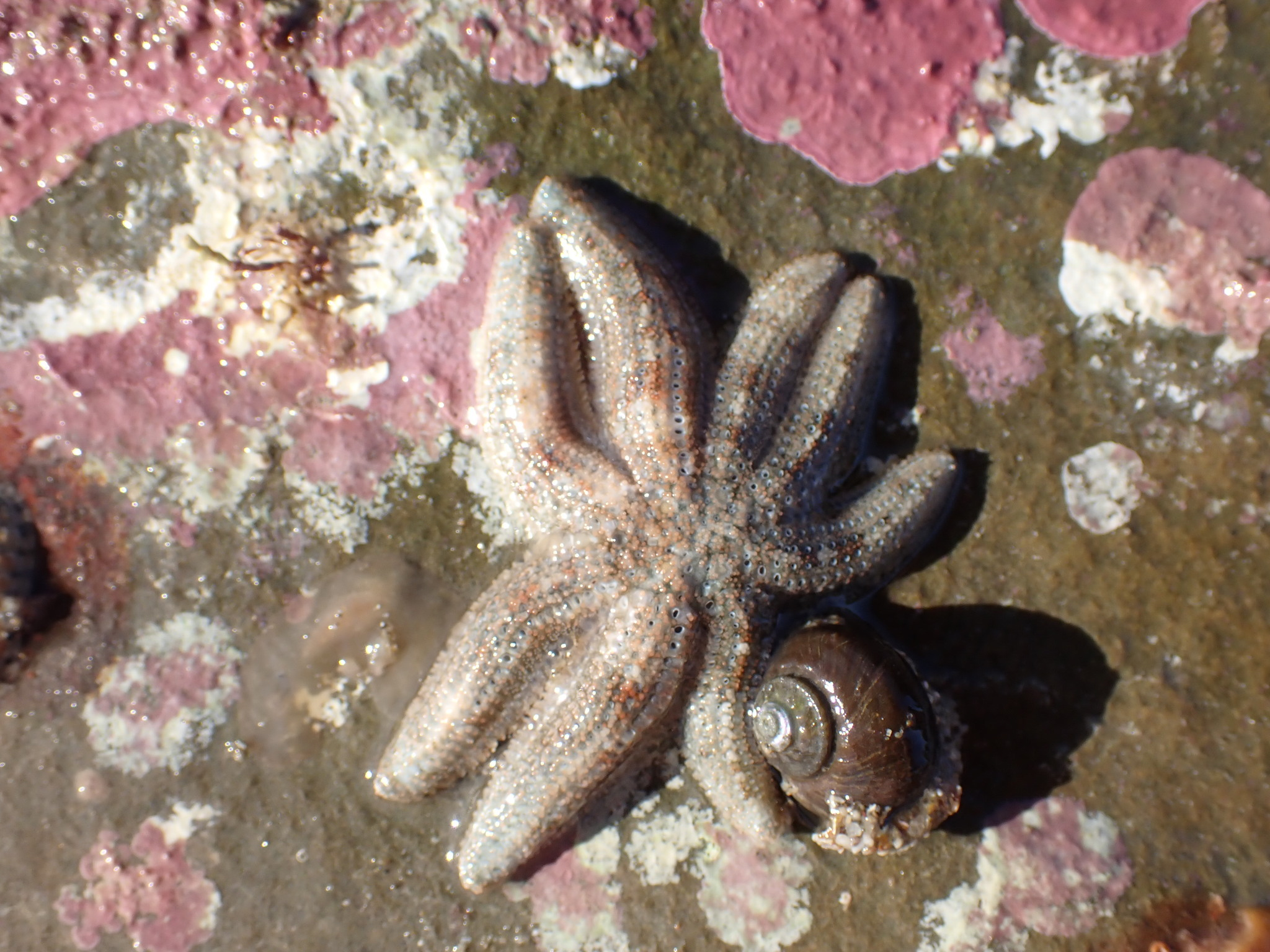
Allostichaster polyplax
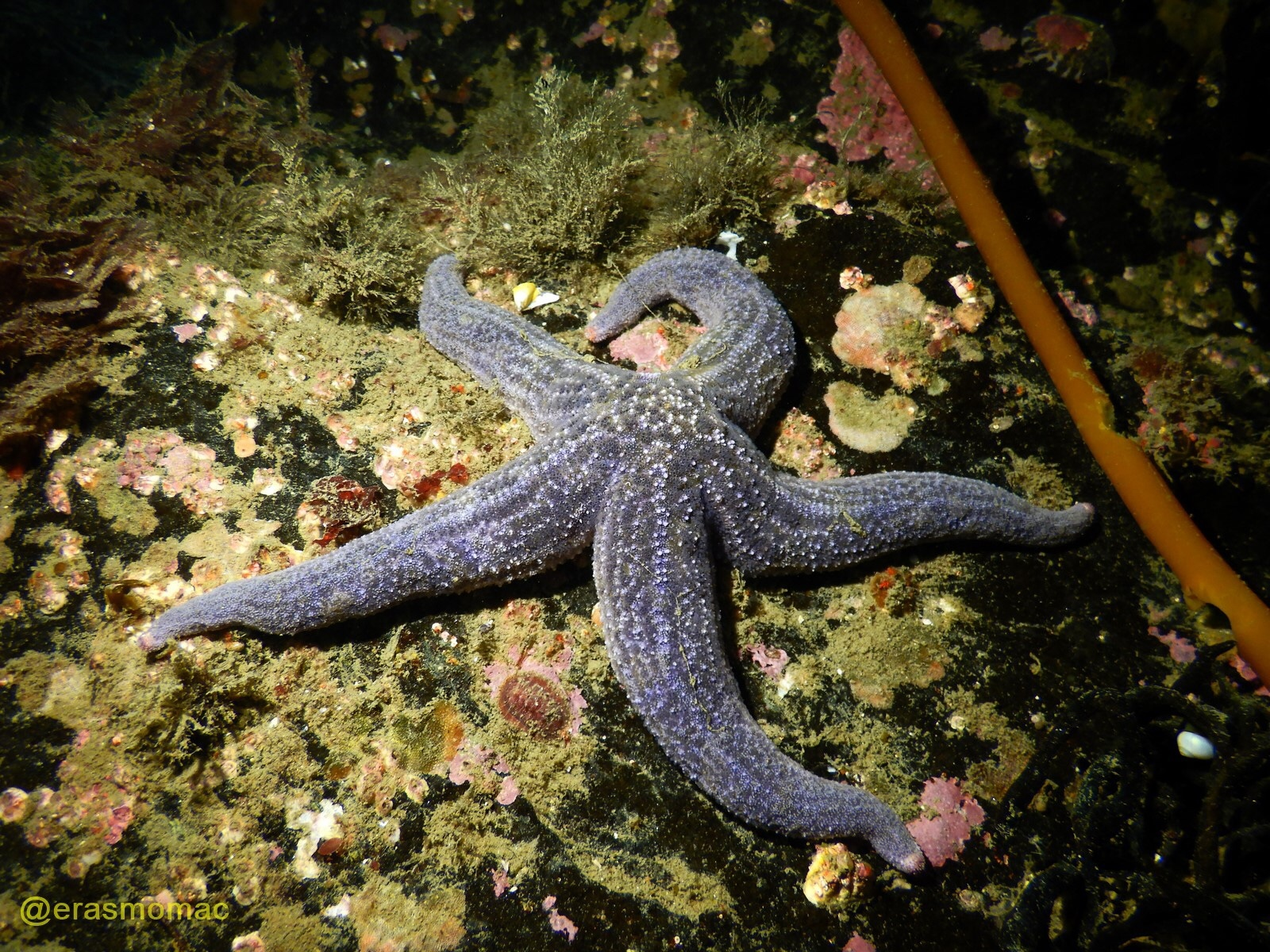
Cosmasterias lurida
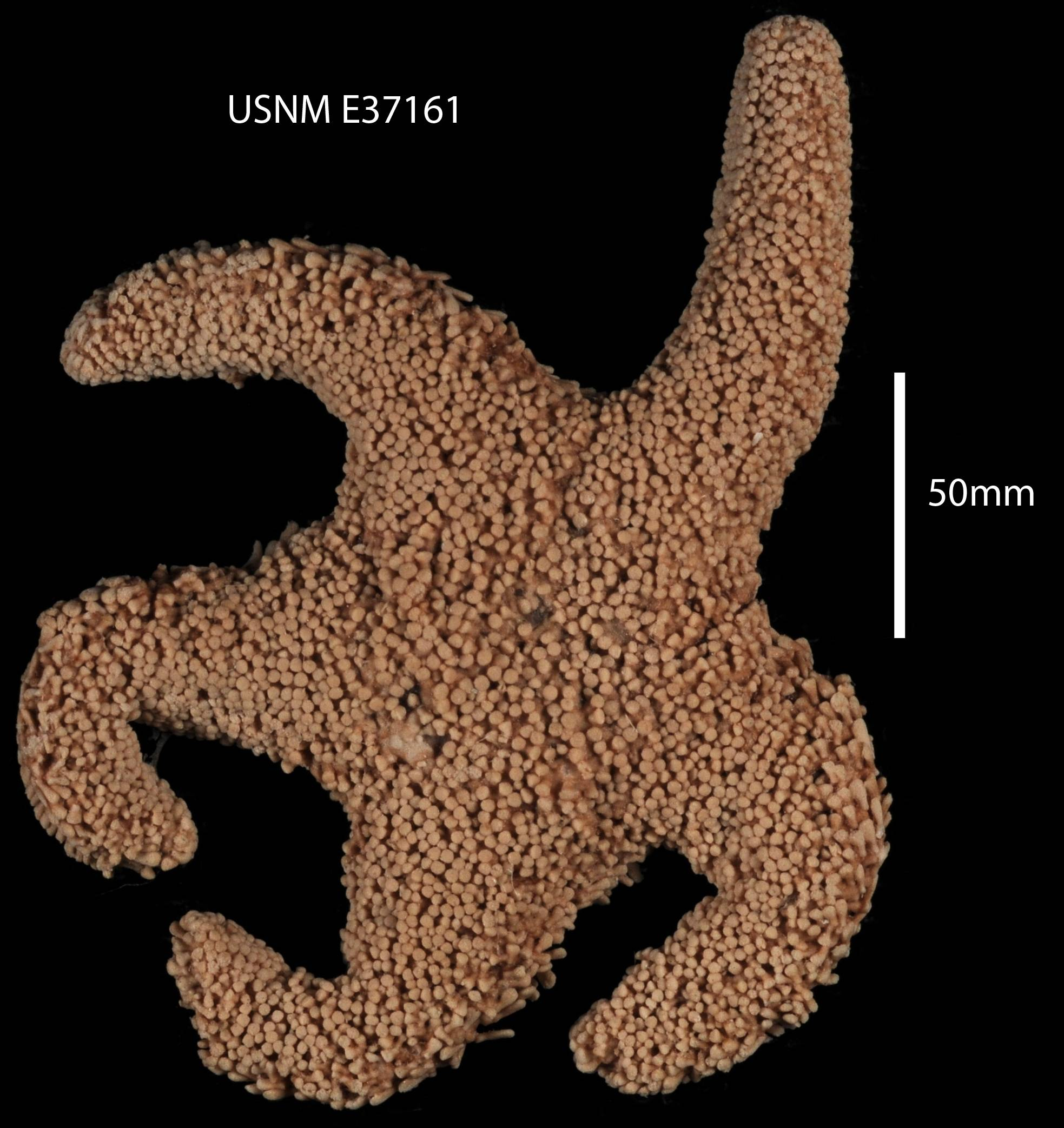
Granaster nutrix
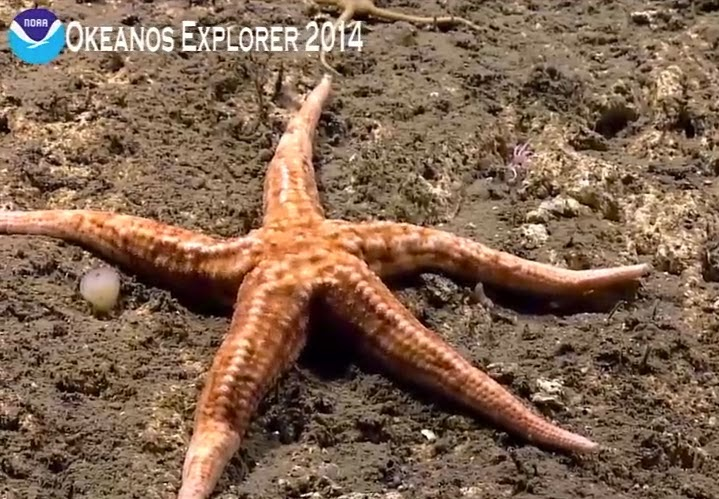
Neomorphaster forcipatus
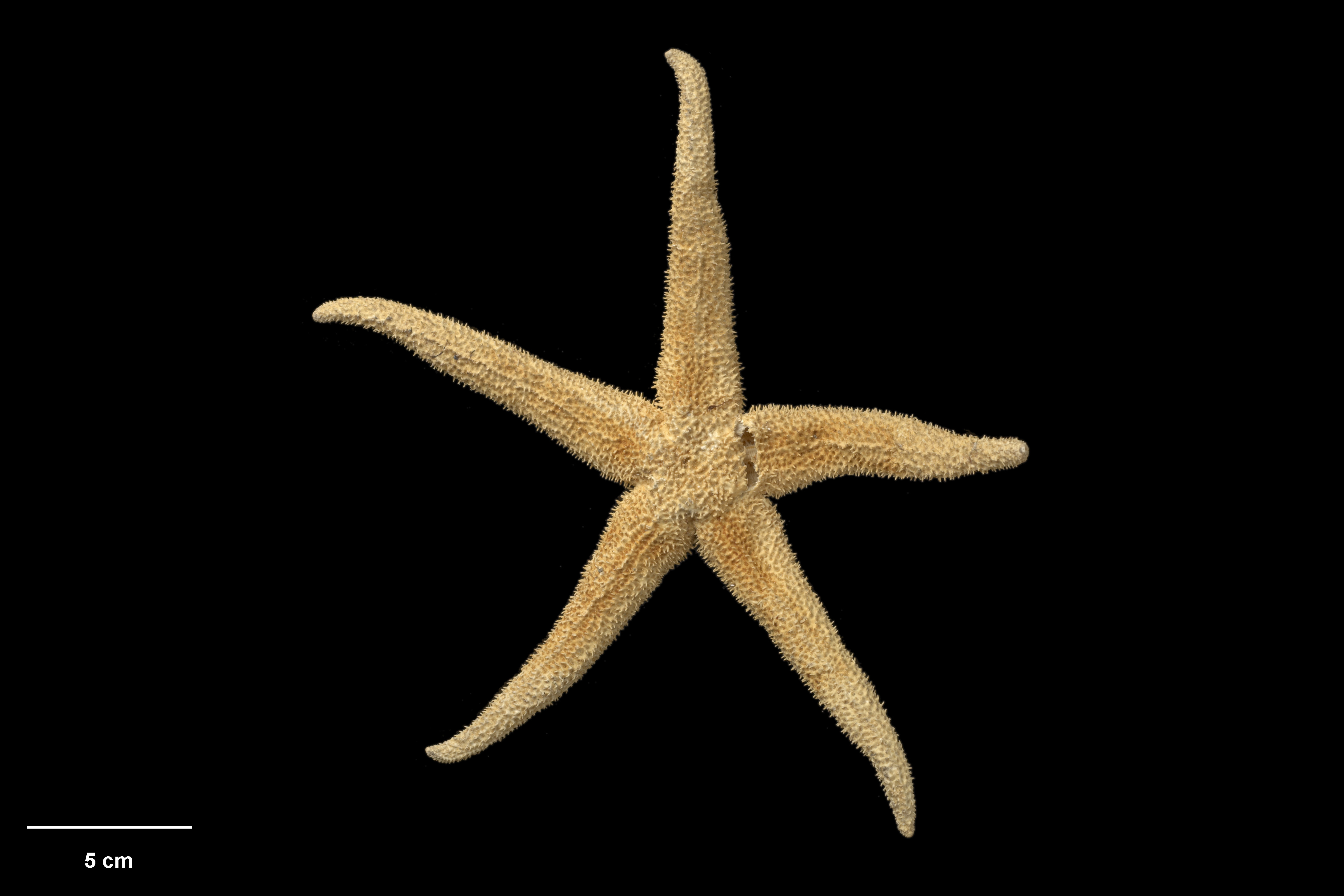
Pseudechinaster rubens
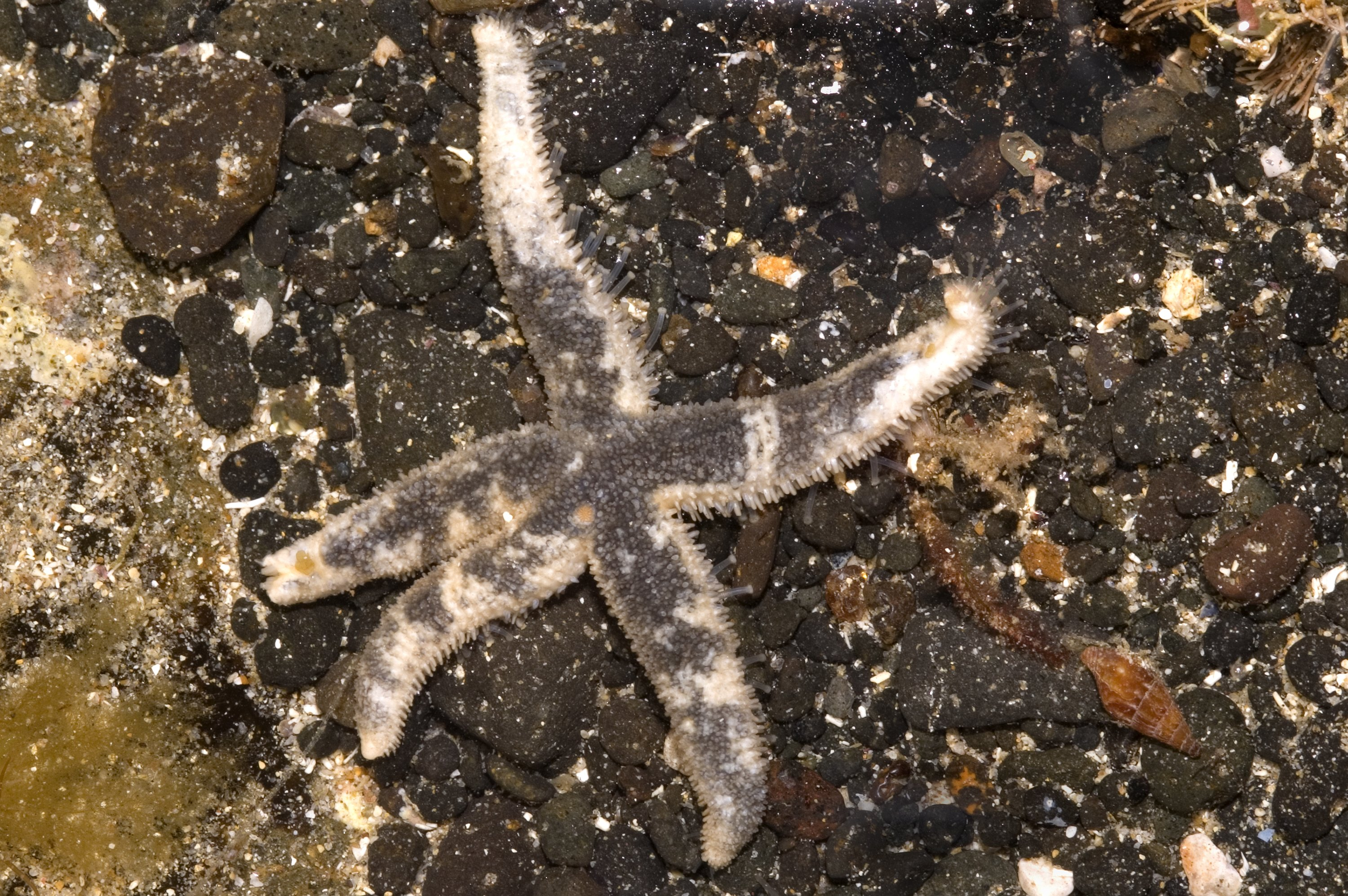
Smilasterias multipara
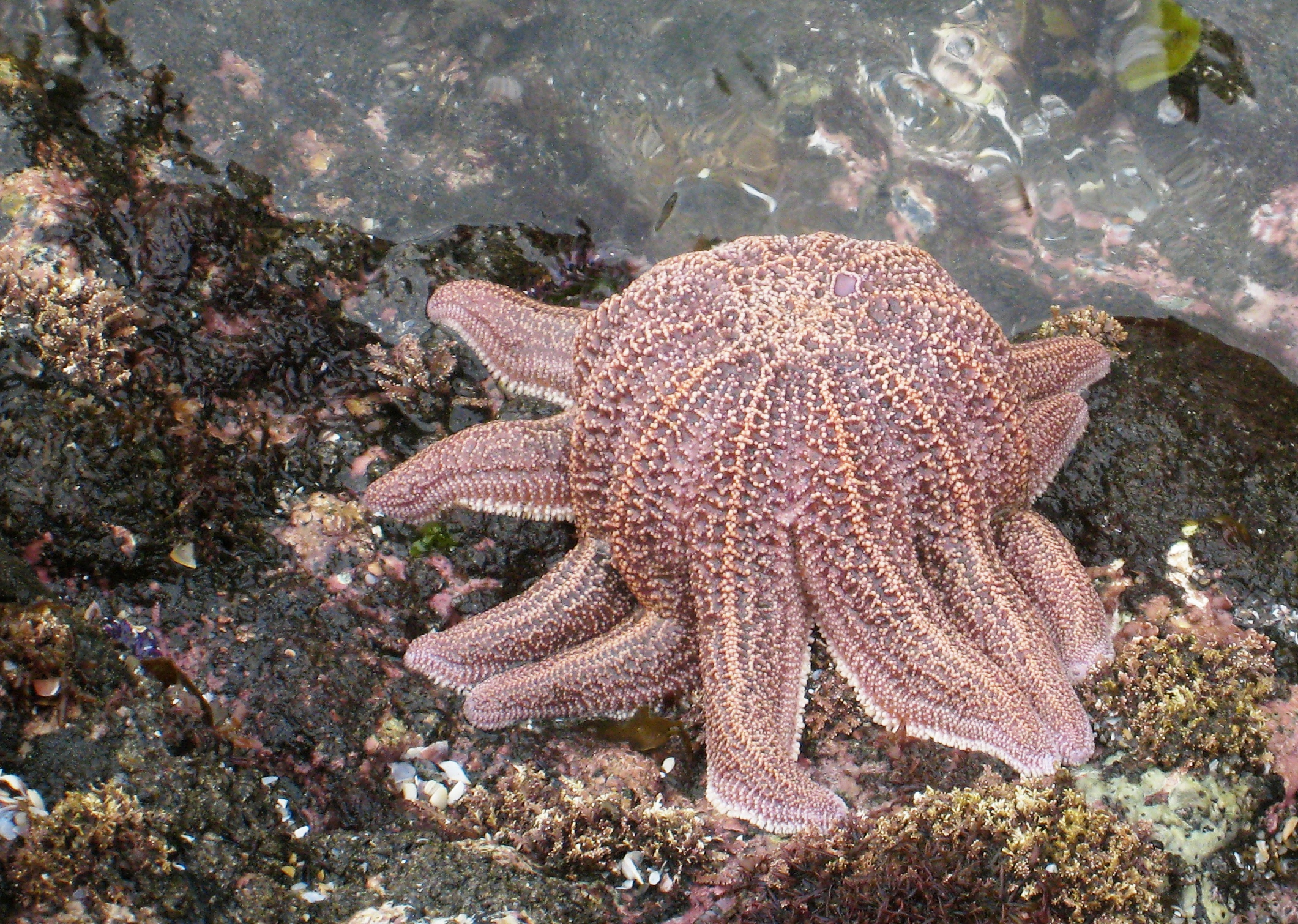
Stichaster australis
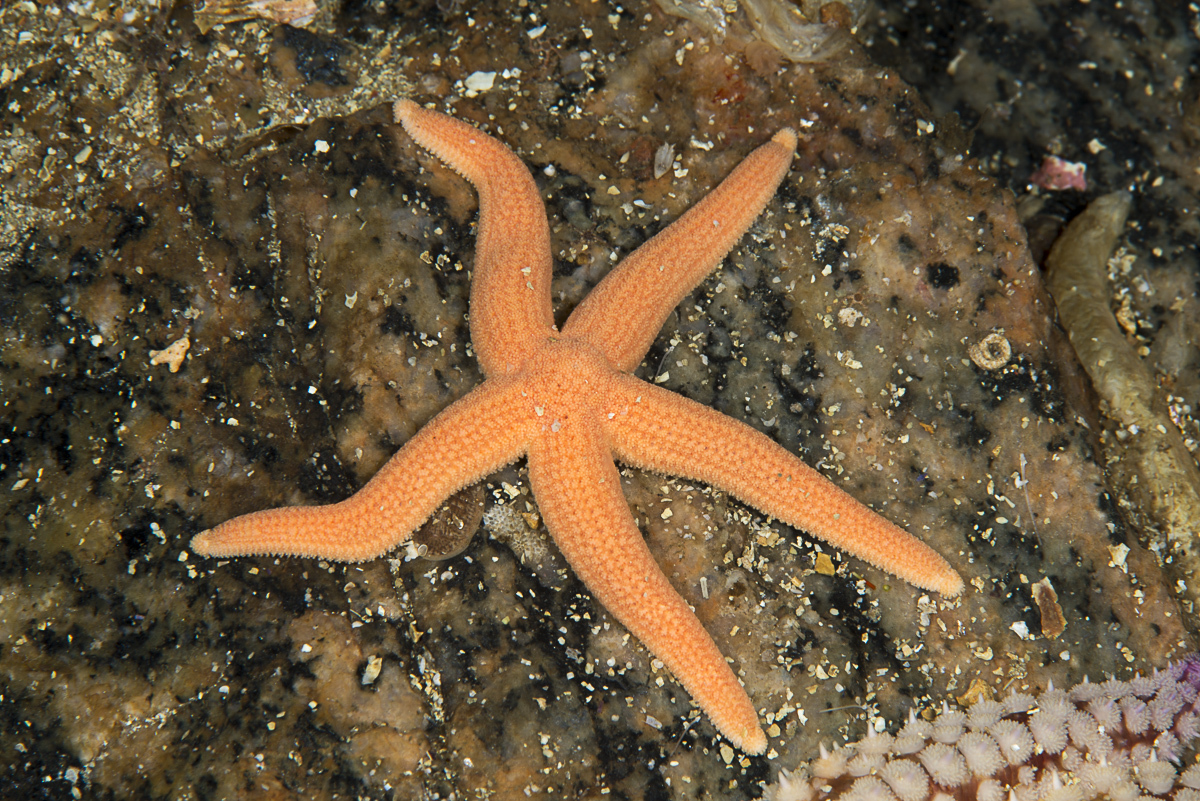
Stichastrella rosea